# Ciklodekan
Ciklododekan je organski spoj kemijske formule C12H24.
Ciklododekan se uglavnom dobiva kao međuproizvod u proizvodnji sredstava za snižavanje zapaljivosti, deterdženata i drugih kemikalija.
Također, koristi se i kao privremeno lako hlapivo vezivo, odnosno konsolidant za konzervaciju restauraciju arheoloških predmeta, te umjetnina, najčešće ili rastopljen ili otopljen u nekom nepolarnom otapalu, u vodi je praktično netopiv.
Ciklododekan je bezbojan, izrazito hlapiv i lipofilan spoj. Ako dospije u okoliš teško se razgrađuje i lako dolazi do bioakumulacije istog.

## Dobivanje
Ciklododekan se može industrijski proizvesti iz 1,3-Butadiena putem katalitičke trimerizacije.

## Vanjske poveznice
- OBSERVATIONS ON CYCLODODECANE AS A TEMPORARY CONSOLIDANT FOR STONE
- Cyclododecane Aerosol Spray- An Examination into its Application and Suitability for the Conservation of Glass  Arhivirana inačica izvorne stranice od 3. svibnja 2014. (Wayback Machine)
- [neaktivna poveznica]
- Kremer Pigmente Cyclododecan Spray
- Le processus de sublimation du cyclododécane - Stefanie Bruhin